# Elezioni regionali in Lombardia del 2010
Le elezioni regionali italiane del 2010 in Lombardia si sono tenute il 28 e 29 marzo. Esse hanno visto la vittoria del presidente uscente Roberto Formigoni, sostenuto dal centro-destra, che ha sconfitto Filippo Penati, sostenuto dal centro-sinistra.
Su 7.694.756 elettori hanno votato in 4.973.519 ovvero il 71,95%.

## Risultati
|                                                                 | Roberto Formigoni (Per la Lombardia) ✔️ Presidente              | 2 704 364                                                       | 56,11 | Il Popolo della Libertà    | 1 355 133 | 31,79 | 23 |  |  |
| Lega Nord                                                       | Roberto Formigoni (Per la Lombardia) ✔️ Presidente              | 2 704 364                                                       | 56,11 | 1 117 227                  | 26,21     | 18    |    |  |  |
| La Destra                                                       | Roberto Formigoni (Per la Lombardia) ✔️ Presidente              | 2 704 364                                                       | 56,11 | 7 008                      | 0,16      | –     |    |  |  |
| Seggi assegnati alla lista regionale                            | Seggi assegnati alla lista regionale                            | Seggi assegnati alla lista regionale                            | 56,11 | 8                          |           |       |    |  |  |
|                                                                 | Filippo Penati (Penati Presidente)                              | 1 603 666                                                       | 33,27 | Partito Democratico        | 976 215   | 22,90 | 21 |  |  |
| Italia dei Valori                                               | Filippo Penati (Penati Presidente)                              | 1 603 666                                                       | 33,27 | 267 954                    | 6,29      | 4     |    |  |  |
| Partito Pensionati                                              | Filippo Penati (Penati Presidente)                              | 1 603 666                                                       | 33,27 | 69 932                     | 1,64      | 1     |    |  |  |
| Sinistra Ecologia Libertà                                       | Filippo Penati (Penati Presidente)                              | 1 603 666                                                       | 33,27 | 59 112                     | 1,39      | 1     |    |  |  |
| Federazione dei Verdi                                           | Filippo Penati (Penati Presidente)                              | 1 603 666                                                       | 33,27 | 35 060                     | 0,82      | –     |    |  |  |
| Partito Socialista Italiano                                     | Filippo Penati (Penati Presidente)                              | 1 603 666                                                       | 33,27 | 13 415                     | 0,31      | –     |    |  |  |
| Seggio assegnato al candidato presidente classificatosi secondo | Seggio assegnato al candidato presidente classificatosi secondo | Seggio assegnato al candidato presidente classificatosi secondo | 33,27 | 1                          |           |       |    |  |  |
|                                                                 | Savino Pezzotta                                                 | 225 849                                                         | 4,69  | Unione di Centro           | 164 078   | 3,85  | 3  |  |  |
|                                                                 | Vito Crimi                                                      | 144 585                                                         | 3,00  | Movimento 5 Stelle         | 99 390    | 2,33  | –  |  |  |
|                                                                 | Vittorio Agnoletto                                              | 113 754                                                         | 2,36  | Federazione della Sinistra | 87 221    | 2,05  | –  |  |  |
|                                                                 | Gianmario Invernizzi                                            | 27 358                                                          | 0,57  | Forza Nuova                | 11 281    | 0,26  | –  |  |  |
| Totale                                                          | Totale                                                          | 4 819 576                                                       | 100   |                            | 4 263 026 | 100   | 80 |  |  |
|                                                                 |                                                                 |                                                                 |       |                            |           |       |    |  |  |
| Schede bianche                                                  | Schede bianche                                                  | 44 445                                                          | 0,89  |                            |           |       |    |  |  |
| Schede nulle                                                    | Schede nulle                                                    | 109 498                                                         | 2,20  |                            |           |       |    |  |  |
| Votanti                                                         | Votanti                                                         | 4 973 519                                                       | 64,64 |                            |           |       |    |  |  |
| Elettori                                                        | Elettori                                                        | 7 694 756                                                       |       |                            |           |       |    |  |  |

## Consiglieri eletti
| Collegio           | Lista                     | Eletto                     |
| ------------------ | ------------------------- | -------------------------- |
| Collegio regionale | Per la Lombardia          | Roberto Formigoni          |
| Collegio regionale | Per la Lombardia          | Paolo Valentini Puccitelli |
| Collegio regionale | Per la Lombardia          | Doriano Riparbelli         |
| Collegio regionale | Per la Lombardia          | Roberto Alboni             |
| Collegio regionale | Per la Lombardia          | Nicole Minetti             |
| Collegio regionale | Per la Lombardia          | Giorgio Puricelli          |
| Collegio regionale | Per la Lombardia          | Andrea Gibelli             |
| Collegio regionale | Per la Lombardia          | Cesare Bossetti            |
| Collegio regionale | Penati Presidente         | Filippo Luigi Penati       |
| Milano             | Il Popolo della Libertà   | Mario Sala                 |
| Milano             | Il Popolo della Libertà   | Stefano Maullu             |
| Milano             | Il Popolo della Libertà   | Alessandro Colucci         |
| Milano             | Il Popolo della Libertà   | Sante Zuffada              |
| Milano             | Il Popolo della Libertà   | Domenico Zambetti          |
| Milano             | Il Popolo della Libertà   | Romano La Russa            |
| Milano             | Il Popolo della Libertà   | Massimo Buscemi            |
| Milano             | Il Popolo della Libertà   | Giuseppe Giammario         |
| Milano             | Partito Democratico       | Fabio Pizzul               |
| Milano             | Partito Democratico       | Arianna Cavicchioli        |
| Milano             | Partito Democratico       | Carlo Borghetti            |
| Milano             | Partito Democratico       | Francesco Prina            |
| Milano             | Partito Democratico       | Franco Mirabelli           |
| Milano             | Partito Democratico       | Sara Valmaggi              |
| Milano             | Lega Nord                 | Davide Boni                |
| Milano             | Lega Nord                 | Fabrizio Cecchetti         |
| Milano             | Lega Nord                 | Jari Colla                 |
| Milano             | Lega Nord                 | Massimiliano Orsatti       |
| Milano             | Italia dei Valori         | Giulio Cavalli             |
| Milano             | Italia dei Valori         | Stefano Zamponi            |
| Milano             | Unione di Centro          | Enrico Marcora             |
| Milano             | Sinistra Ecologia Libertà | Chiara Cremonesi           |
| Milano             | Partito Pensionati        | Elisabetta Fatuzzo         |
| Bergamo            | Lega Nord                 | Giosuè Frosio              |
| Bergamo            | Lega Nord                 | Daniele Belotti            |
| Bergamo            | Lega Nord                 | Roberto Pedretti           |
| Bergamo            | Il Popolo della Libertà   | Marcello Raimondi          |
| Bergamo            | Il Popolo della Libertà   | Carlo Saffioti             |
| Bergamo            | Partito Democratico       | Maurizio Martina           |
| Bergamo            | Partito Democratico       | Mario Barboni              |
| Bergamo            | Italia dei Valori         | Gabriele Sola              |
| Bergamo            | Unione di Centro          | Valerio Bettoni            |
| Brescia            | Il Popolo della Libertà   | Mauro Parolini             |
| Brescia            | Il Popolo della Libertà   | Franco Nicoli Cristiani    |
| Brescia            | Il Popolo della Libertà   | Margherita Peroni          |
| Brescia            | Lega Nord                 | Renzo Bossi                |
| Brescia            | Lega Nord                 | Pierluigi Toscani          |
| Brescia            | Lega Nord                 | Alessandro Marelli         |
| Brescia            | Partito Democratico       | Gian Antonio Girelli       |
| Brescia            | Partito Democratico       | Gianbattista Ferrari       |
| Brescia            | Italia dei Valori         | Francesco Patitucci        |
| Brescia            | Unione di Centro          | Gianmarco Quadrini         |
| Como               | Il Popolo della Libertà   | Giorgio Pozzi              |
| Como               | Il Popolo della Libertà   | Gianluca Rinaldin          |
| Como               | Lega Nord                 | Dario Bianchi              |
| Como               | Partito Democratico       | Luca Gaffuri               |
| Cremona            | Il Popolo della Libertà   | Giovanni Rossoni           |
| Cremona            | Partito Democratico       | Agostino Alloni            |
| Lecco              | Lega Nord                 | Stefano Galli              |
| Lecco              | Il Popolo della Libertà   | Giulio Boscagli            |
| Lecco              | Partito Democratico       | Carlo Spreafico            |
| Lodi               | Partito Democratico       | Fabrizio Santantonio       |
| Mantova            | Partito Democratico       | Giovanni Pavesi            |
| Mantova            | Il Popolo della Libertà   | Carlo Maccari              |
| Mantova            | Lega Nord                 | Claudio Bottari            |
| Monza e Brianza    | Il Popolo della Libertà   | Massimo Ponzoni            |
| Monza e Brianza    | Il Popolo della Libertà   | Stefano Carugo             |
| Monza e Brianza    | Lega Nord                 | Massimiliano Romeo         |
| Monza e Brianza    | Partito Democratico       | Giuseppe Civati            |
| Monza e Brianza    | Partito Democratico       | Enrico Brambilla           |
| Pavia              | Il Popolo della Libertà   | Gian Carlo Abelli          |
| Pavia              | Lega Nord                 | Angelo Ciocca              |
| Pavia              | Partito Democratico       | Giuseppe Villani           |
| Sondrio            | Lega Nord                 | Ugo Parolo                 |
| Sondrio            | Partito Democratico       | Angelo Costanzo            |
| Varese             | Il Popolo della Libertà   | Raffaele Cattaneo          |
| Varese             | Il Popolo della Libertà   | Rienzo Azzi                |
| Varese             | Lega Nord                 | Giangiacomo Longoni        |
| Varese             | Lega Nord                 | Luciana Ruffinelli         |
| Varese             | Partito Democratico       | Stefano Natale Tosi        |
| Varese             | Partito Democratico       | Alessandro Alfieri         |

## Controversie
Il 16 dicembre 2009 viene ufficializzata la ricandidatura di Formigoni a Presidente della Regione Lombardia per le elezioni regionali previste nella primavera del 2010 nelle file de Il Popolo della Libertà.
La ricandidatura è subito contestata: la legge 165/2004, art. 2, stabilisce infatti la non immediata rieleggibilità allo scadere del secondo mandato consecutivo del presidente della giunta regionale eletto a suffragio universale e diretto. Pure escludendo il mandato 1995-2000, in cui Formigoni venne eletto dal Consiglio regionale e non a suffragio universale e diretto, egli ha governato i successivi due mandati.
Chi sostiene la candidabilità di Formigoni per un quarto mandato si giustifica sostenendo che il mandato in corso nel 2004 non sarebbe computabile, perché già iniziato all'entrata in vigore della legge 165/2004. Ciò posticiperebbe al 2015 l'effettiva operatività del divieto di rielezione. Una sentenza della Cassazione (2001/ 2008) aveva tuttavia escluso la possibilità di ricandidatura per la carica di sindaco in una fattispecie analoga; pertanto, il 22 febbraio 2010 viene depositato un esposto alla corte d'appello di Milano contro la sua ricandidatura, a firma di diversi consiglieri regionali di centrosinistra.
Un ulteriore motivo di controversie si registra nel marzo 2010, quando la Corte d'Appello di Milano decreta la non ammissione del listino di Formigoni per mancanza del numero minimo di firme necessarie alla presentazione (3 421 anziché 3 500), a seguito di 514 firme riscontrate irregolari. Il 3 marzo la Corte d'Appello respinge il ricorso della stessa lista, rilevando un numero ancora minore di firme valide. Come conseguenza, sarebbero state escluse dalla competizione elettorale tutte le liste circoscrizionali collegate al candidato. Formigoni, dopo un ricorso al TAR e al Consiglio di Stato, è però riammesso alle elezioni.